# Хуе (општина)
Хуе (општина) (виј. Huế) је једна од општина у централном Вијетнаму. Налази се у региону северне централне обале. Покрива површину од 4947,1 км². Према попису из 2023. године, покрајина је имала 1.236.393 становника.
Истовремено, бивши провинцијски град Хуе је подељен на два нова округа, округ Пху Ксуан и округ Тхуан Хоа. Општина Хуе је званично почела са радом 2025.